# اودوبون (پنسیلوانیا)
اودوبون (به انگلیسی: Audubon) یک منطقهٔ مسکونی در ایالات متحده آمریکا است که در پنسیلوانیا واقع شده‌است. اودوبون ۸٬۴۳۳ نفر جمعیت دارد.